# Картографический метод
Картографический метод исследования — особый способ познания и прогнозирования пространственно-временной действительности с помощью географических карт, карт космических тел и космического пространства. Впервые картографический метод исследования как метод применения карт для научного и практического познания изображённых на них явлений и установления пространственно-временных закономерностей обозначил К.А. Салищев в 1955 г., в дальнейшем научные основы метода сформулировал А.М. Берлянт.
Информационную концепцию картографического метода исследования разработал А.Н. Бешенцев